# 吉田方村
吉田方村（よしだがたむら）は、かつて愛知県渥美郡にあった村である。
現在の豊橋市の一部（北島町・野田町・三ツ相町・吉川町・馬見塚町・高洲町・小向町・新栄町・青竹町・富久縞町・吉前町・前田中町など）に該当する。

## 歴史
- 1665年（寛文5年） - 高洲新田、土倉新田が開発される。
- 1696年（元禄9年） - 加藤新田が開発される。
- 1770年（明和7年） - 青竹新田が開発される。
- 1821年（文政4年） - 富久縞新田が開発される。
- 1874年（明治7年） - 茅野新田、土倉新田、下野新田が合併し、茅野新田となる。
- 1878年（明治11年） -
  - 野田村、吉川村、三相村、馬見塚村、高須新田が合併し、豊田村となる。
  - 青竹新田、富久縞新田、牧新田、加藤新田、中村新田、茅野新田が合併し、青野村となる。
- 1884年（明治17年） - 豊田村が東豊田村[1]と西豊田村[2]に分立する。
- 1889年（明治22年）10月1日 - 青野村、東豊田村、西豊田村が合併し、吉田方村が発足。
- 1906年（明治39年）7月1日 - 牟呂村と吉田方村が合併し、牟呂吉田村が発足。同日吉田方村は廃止となる。

## 教育
- 吉田方尋常高等小学校（現・豊橋市立吉田方小学校）